# Dauendorf
Dauendorf település Franciaországban, Bas-Rhin megyében. Lakosainak száma 1433 fő (2022. január 1.). Dauendorf Uhlwiller, Haguenau, Huttendorf, Morschwiller, Niedermodern és Schweighouse-sur-Moder községekkel határos.

## Népesség
A település népességének változása:
| Lakosok száma | 1453 | 1448 | 1462 | 1440 | 1436 | 1439 | 1441 | 1448 | 1433 |
|               | 2013 | 2015 | 2016 | 2017 | 2018 | 2019 | 2020 | 2021 | 2022 |